# 1993年4月逝世人物列表
1993年逝世人物列表：1月 - 2月 - 3月 - 4月 - 5月 - 6月 - 7月 - 8月 - 9月 - 10月 - 11月 - 12月
1993年4月逝世人物列表，是用於匯總1993年4月期間逝世人物的列表。

## 依日期排序

### 1日
- 胡安·德·波旁，79歲，西班牙皇室成員[1]
- 克利斯蒂安·比約恩，73歲，挪威越野滑雪運動員[2]
- 安德魯·布魯寧，56歲，法國作家。[3]
- 霍華德·斯科特·金特里，89歲，美國植物學家。
- 凱文·吉伯特，59歲，澳大利亞原住民作家、活動家和視覺藝術家。[4]
- 傑里·豪斯納，83歲，美國廣播電視演員。
- 艾倫·庫爾維奇，38歲，美國賽車手[5]
- 弗雷德·施文格爾，86歲，美國政治家。
- 切斯瓦夫·蘇什切克，71歲，波蘭足球運動員。[6]
- 尼卡諾·薩巴萊塔，86歲，西班牙豎琴手。[7]
- 所羅門·祖克曼，88歲，英國公務員和動物學家[8]

### 2日
- 愛德華·愛丁伯勒·張伯倫，86歲，紐西蘭植物病理學家。
- 休·費爾南多，76歲，斯裡蘭卡政治家。
- 泰勒斯·蒙泰羅，68歲，巴西籃球運動員[9]
- 新見政一，106歲，二戰期間日本海軍上將。
- 亞歷山大·貝爾·派特森，81歲，加拿大政治家，國會議員（1953-1958，1962-1968，1972-1984）。[10]
- 阿索卡·蓬納姆佩魯馬，56歲，斯里蘭卡演員、歌手和編劇。
- 唐納德·W·雷諾茲，86歲，美國商人和慈善家。
- 阿卜杜勒·拉希姆·薩爾班，62歲，阿富汗歌手。
- 弗蘭克·夏普，87歲，美國土地開發商和股票欺詐者。[11]
- 歐內斯特·馮·博德斯温，86歲，德國政治家和聯邦議院議員。

### 3日
- 哈利·艾倫，63歲，美國藍草歌手和吉他手。
- 莉迪亞·奧斯特，80歲，愛沙尼亞作曲家。
- 愛德華多·卡瓦列羅·卡爾德隆，83歲，哥倫比亞作家。[12]
- 尤金·丘奇，55歲，美國R&B歌手和詞曲作者[13]
- 沙利·赫曼，95歲，瑞士裔澳大利亞藝術家。
- 平基·李，85歲，美國喜劇演員和兒童藝人。[14]
- 尤金妮·列昂托維奇，93-100歲，俄裔美國女演員[15]
- 亞歷山大·姆努奇金，85歲，俄裔法國電影製片人。[16]
- 里奧波爾多·納奇賓，71歲，巴西數學家。[17]
- 拉茲考奇基，66歲，巴斯克詩人和音樂家。

### 4日
- 艾佛·畢斯，93歲，美國建築師，拼字遊戲的發明者。
- 埃德拉·科尔迪亚莱，73歲，意大利女子田徑運動員
- 皮埃爾·德·科塞-布里薩克，93歲，法國回憶錄作家[18]
- 查爾斯·艾渥西，82歲，英國皇家空軍元帥。
- 泰耶·羅勒姆，77歲，二戰期間挪威抵抗軍官。
- 阿爾伯特·塔德羅斯，78歲，埃及籃球運動員和奧運選手。[19]

### 5日
- 哈班斯·巴拉，62歲，印度詩人。
- 迪芙亚·巴尔蒂，19歲，印度女演員
- 喬·科斯卡拉特，83歲，美國棒球運動員。[20]
- 弗農·麥凱恩，84歲，美式橄欖球和籃球教練。[21]

### 6日
- 塞爾瑪·安德森，98歲，瑞典奧運跳水運動員[22]
- 維克多·阿夫貝，79歲，斯洛維尼亞政治家。
- 查理斯·伯基爾，93歲，英國數學家。
- 彼得·德菲，91歲，美國黑幫，屬於熱那亞犯罪家族。
- 塞西爾·B·里昂，89歲，美國外交官。
- 弗蘭斯·斯拉茨，80歲，荷蘭自行車運動員。
- 英奇·馮·旺格海姆，80歲，德國女演員和作家。[23]
- 陈再道，84歲，中國將軍。

### 7日
- 愛德華·亞當齊克，71歲，波蘭運動員[24]
- 托妮·阿姆，78歲，丹麥羽毛球冠軍。
- 鮑勃·亞歷山大，70歲，加拿大棒球運動員。[25]
- 傑拉爾多·奇亞羅蒙特，68歲，義大利共產主義政治家、記者和作家。
- 馬克斯·克魯瓦塞，80歲，荷蘭演員[26]
- 比利格裡菲斯，78歲，英國板球運動員。
- 海因茨·霍普，69歲，德國歌劇、謊言和輕歌劇男高音。
- 格拉迪斯·雷曼，101歲，美國編劇[27]
- 文森特·佩雷拉，74歲，斯里蘭卡政治家。
- 特裡·普萊斯，47歲，威爾士橄欖球運動員
- 休·E·羅德姆，82歲，美國商人，政治家希拉蕊·克林頓的父親，中風。
- 阿琳·惠蘭，76歲，美國女演員

### 8日
- 瑪麗安·安德森，96歲，美國歌手[28]
- 斯托揚・亞恩德洛維，62歲，塞爾維亞演員[29]
- 阿莉達·埃斯帕尼亞，68歲，瓜地馬拉活動家和政治家。
- 比利·蓋爾斯，61歲，美國鼓手和歌手，癌症。
- 鮑比·米切爾，68歲，蘇格蘭足球運動員。[30]
- 阿列克謝·薩爾蒂科夫，58歲，蘇聯和俄羅斯電影導演和編劇。
- 戴夫·香農，70歲，二戰期間的澳大利亞轟炸機飛行員。

### 9日
- 莫爾塔扎·阿維尼，45歲，伊朗紀錄片製片人和作家，地雷爆炸。
- 羅伯特·B·克萊特，71歲，美國鐵路管理員[31]
- 萊斯·坎寧安，79歲，加拿大冰球運動員。[32]
- 琳達爾瓦·胡斯托·德·奧利維拉，39歲，巴西羅馬天主教修女[33]
- 約瑟夫·B·索洛維奇克，90歲，美國東正教拉比和哲學家。
- 傑斯·耶茨，74歲，英國電視節目主持人

### 10日
- 唐納德·布羅德本特，66歲，英國心理學家[34]
- 克裡斯·哈尼，50歲，南非政治家[35]
- 馬克西姆·利伯，95歲，美國文學經紀人[36]
- 利奧·梅岑鮑爾，83歲，奧地利藝術總監[37]

### 11日
- 瓦茨拉夫·德沃爾熱茨基，82歲，蘇聯電影和戲劇演員。
- 喬治·阿爾伯特·哈姆斯，81歲，美國羅馬天主教主教，蘇必利爾主教
- 拉赫蒙·纳比耶夫，62歲，塔吉克政治家，總統
- C·威廉·詹森，76歲，美國鋼架雪車運動員和奧運選手。[38]
- 瑪律科姆·懷斯曼，79歲，加拿大奧林匹克籃球運動員[39]

### 12日
- 侯賽因·庫爾米耶·阿弗拉赫，73歲，索馬里政治家和副總統。
- 利茲安德魯，45歲，澳大利亞政治家[40]
- 拉斐爾·阿吉拉爾·瓜哈爾多，43歲，墨西哥毒梟[41]
- 喬治·弗雷德里克·艾夫斯，111歲，加拿大超級人瑞[42]

### 13日
- 格裡戈里·阿布里科索夫，60歲，蘇聯戲劇和電影演員。
- 安德羅尼克·伊奧斯夫揚，87歲，蘇聯航空航天工程師。
- 以撒·法蘭西斯科·德爾·安赫爾·羅哈斯，86歲，阿根廷海軍上將和政治家，副總統
- 亨寧·史瓦茲，64歲，美國政治家，白血病。
- 華萊士·斯特格納，84歲，美國小說家[43]
- 埃內斯托·蒙塔涅·桑切斯，76歲，秘魯政治家。
- 魯道夫·維澤，92歲，羅馬尼亞足球運動員[44]

### 14日
- 約翰·戈蘭德，50歲，英國作曲家[45]
- 魯本·赫克特，83歲，以色列實業家[46]
- 吉姆·麥克唐納，70歲，美國棒球運動員[47]
- 羅巴·內古斯，56歲，埃塞俄比亚短跑運動員[48]

### 15日
- 哈里·亞歷山大，87歲，澳大利亞板球運動員[49]
- 威廉·貝克威爾，84歲，美國演員[50]
- 乌韦·拜尔，48歲，西德鎚子投擲者[51]
- 萊斯利·查特利斯，85歲，英國作家[52]
- 露賽特·德斯卡維斯，87歲，法國鋼琴家和教師[53]
- 阿爾貝托·喬利蒂，69歲，義大利裔美國漫畫家[54]
- 喬治·吉雷斯，83歲，法國奧運短跑運動員[55]
- 赫伯特·珀維斯，84歲，紐西蘭化學家、數學家和科學家。
- 愛德華·萊茵，92歲，德國作家[56]
- 羅伯特·韋斯托爾，63歲，英語作家和教師[57]
- 约翰·图佐·威尔逊，84歲，加拿大地球物理學家[58]
- 拉斐爾·阿瓦洛斯，66歲，墨西哥足球運動員。

### 16日
- 約瑟夫·格雷因德爾，80歲，德國歌劇演唱家。[59]
- 露比·哈蒙德，57歲，澳大利亞土著權利活動家。
- 亞歷山大·康德拉托夫，55歲，俄羅斯語言學家、生物學家、記者和詩人。[60]
- 蘇坦·穆罕默德·阿明·納蘇蒂安，89歲，印尼作家和政治家。
- 馬利克·拉姆，86歲，印度詩人和學者。

### 17日
- 約阿希姆·卡利切克，78歲，波蘭游泳運動員[61]
- 尼古拉·克留科夫，77歲，蘇聯電影和戲劇演員。
- 馬里奧·麥卡菲利，92歲，義大利制琴師，古典吉他手和發明家。
- 沙亨·梅格里安，41歲，亞美尼亞軍事指揮官和政治活動家
- 图尔古特·厄扎尔，65歲，土耳其政治領袖，曾任土耳其總理及總統。[62]

### 18日
- 伊斯格德·阿茲諾羅夫，36歲，亞塞拜然軍官
- 伊莉莎白·弗林克，62歲，英國雕塑家[63]
- 木村政彥，75歲，日本柔道運動員，肺癌。
- 瓦爾特·羅曼，81歲，德國自行車運動員。
- 維爾納·波查特，53歲，奧地利電影演員[64]
- 伯尼·韋恩，74歲，美國作曲家[65]

### 19日
- 史蒂夫·道格拉斯，54歲，美國薩克斯手[66]
- 布拉斯·加連多，83歲，墨西哥作曲家[67]
- 湯姆賈米森，69歲，加拿大冰球運動員。
- 大衛·考雷什，33歲，美國邪教領袖[68]
- 喬治·S·米克爾森，52歲，美國政治家，南達科他州州長[69]
- 芭芭拉·斯托勒·米勒，52歲，美國印度學家[70]
- 克利福德·斯科特，64歲，美國薩克斯手和長笛手[71]
- 約瑟夫·A·塞林傑，72歲，美國天主教神父和耶穌會士[72]

### 20日
- 萊奧納斯·巴特魯納斯，78歲，立陶宛籃球運動員和教練。
- 安東尼奧·貝洛，58歲，義大利天主教主教
- 坎廷弗拉斯，81歲，墨西哥演員[73]
- 伊芙琳·霍爾，83歲，美國跨欄運動員和奧運獎牌得主。[74]
- 弗蘭克·斯塔布斯，83歲，美國奧林匹克冰球運動員（1936年）。
- 凱拉赫拉·塔爾法，82歲，伊拉克復興黨官員，萨达姆·侯赛因的岳父。

### 21日
- 加萊亞佐·本蒂，69歲，義大利演員[75]
- 保羅·G·加斯曼，57歲，美國化學家，主動脈夾層。
- 羅伯特·戴爾·亨德森，48歲，美國連環殺手
- 羅蘭·希爾德，88歲，英國畫家和書籍插畫家。
- 威廉·柯瑞·荷頓，96歲，美國歷史學家和考古學家[76]
- 林肯·赫林，61歲，紐西蘭游泳運動員[77]
- 哈爾·舒馬赫，82歲，美國棒球運動員[78]
- 雷蒙德·斯米莉，89歲，加拿大拳擊手[79]

### 22日
- 路易士·貝爾特蘭·普列托·菲格羅亞，91歲，委內瑞拉政治家，參議院議長（1962-1967）。[80]
- 馬克·克尼，88歲，美國棒球運動員[81]
- 帕桑·拉姆·雪巴，31歲，尼泊爾登山者
- 安德里斯·特雷尼赫特，72歲，南非政治家[82]

### 23日
- 貝爾圖斯·阿菲斯，78歲，荷蘭詩人[83]
- 拉里特·阿胡拉穆達利，56歲，斯里蘭卡政治家，國會議員（1977-1991），被暗殺。
- 羅伯特·伯希勒，77歲，瑞士射擊運動員和奧運獎牌得主。[84]
- 圭多·卡利，79歲，義大利銀行家、經濟學家和政治家。[85]
- 塞薩爾·查韋斯，66歲，美國勞工領袖和民權活動家。[86]
- 亞茲霍達科夫，91歲，俄裔美國Chabad領導人。[87]
- 丹尼爾·鐘斯，80歲，威爾士作曲家。[88]
- 塞拉·馬丁，86歲，法國中長跑運動員和奧運選手。[89]
- DJ 蘇布羅克，19歲，美國嘻哈藝人，交通事故。

### 24日
- 古斯特·拜恩哈默，71歲，德國演員[90]
- 理查德·東基安，87歲，美國商品和期貨交易員[91]
- 莊萊德，86歲，美國外交官。[92]
- 伊恩·雅各，93歲，英國陸軍軍官。[93]
- 埃塞爾·馬加芬，76歲，美國畫家。[94]
- 皮埃爾·納維爾，89歲，法國超現實主義作家和社會學家。[95]
- 奧利弗·雷金納德·坦博，75歲，南非政治家[96]
- 陳德草，75歲，越南哲學家。[97]

### 25日
- 杰拉爾多·德爾雷，62歲，巴西演員[98]
- 喬治·法夫爾，87歲，法國作曲家[99]
- 費倫茨·克里奇，69歲，匈牙利運動員[100]
- 西迪克·科亞，70歲，斐濟政治家
- 羅西塔·莫雷諾，86歲，西班牙女演員[101]
- 亨利·雷內，86歲，美國音樂家。[102]

### 26日
- 鮑勃·布羅德本特，68歲，英國板球運動員[103]
- 弗洛伊德·查爾默斯，94歲，加拿大編輯、出版商和慈善家[104]
- 德斯蒙德·克勞利，75歲，英國外交官。
- 達魯薩蘭國，72歲，印尼演員。
- 羅傑·米勒，38歲，美國棒球運動員[105]

### 27日
- 法蘭西·貝茲拉，82歲，斯洛維尼亞語言學家。[106]
- 漢斯·薩爾，90歲，德國作家。[107]
- 伊利耶·奧納，74歲，羅馬尼亞足球運動員和經理。
- 1993年加彭空難遇難者：[108]
  - 派翠克·班達，19歲，赞比亚足球運動員。[109]
  - 大衛·查巴拉，33歲，尚比亞足球運動員。
  - 懷特森·昌威，28歲，赞比亞足球運動員。[110]
  - 威斯唐·蒙巴·查恩薩，29歲，尚比亞足球運動員。
  - 摩西奇誇拉克瓦拉，23歲，赞比亞足球運動員。
  - 戈弗雷·奇塔盧，45歲，尚比亞足球運動員和教練。[111]
  - 艾力克斯·丘拉，36歲，尚比亞足球運動員和教練[112]
  - 撒母耳·喬姆巴，29歲，尚比亞足球運動員。[113]
  - 戈弗雷·康瓦，尚比亞足球運動員。
  - 德比·馬金卡，27歲，尚比亞足球運動員。[114]
  - 摩西·馬蘇瓦，21歲，尚比亞足球運動員。
  - 埃斯頓·穆倫加，31歲，尚比亞足球運動員。[115]
  - 溫特·蒙巴，尚比亞足球運動員。
  - 凱爾文·穆塔爾，23歲，尚比亞足球運動員。
  - 理查·姆萬扎，33歲，尚比亞足球運動員。[116]
  - 努姆巴·姆維拉，21歲，尚比亞足球運動員。
  - 蒂莫西·姆維特瓦，24歲，尚比亞足球運動員[117]
  - 凱南·西曼貝，18歲，尚比亞足球運動員。
  - 約翰·索科，24歲，尚比亞足球運動員。[118]
  - 羅伯特·瓦蒂亞克尼，23歲，尚比亞足球運動員。[119]

### 28日
- 傑克·畢格伊德，63歲，美式橄欖球運動員。[120]
- 迪瓦·迪尼茲·科雷亞，74歲，巴西海洋動物學家。
- 哈羅德·達拉，90歲，加拿大冰球運動員。
- 莫姆契洛·加夫里奇，86歲，塞爾維亞士兵，第一次世界大戰最年輕的參與者。
- 瓦蓮京娜·格里卓杜波娃，84歲，蘇聯飛行員和蘇聯英雄。[121]
- 千祥炳，63歲，韓國作家。.[122]
- 班·施瓦茨瓦爾德，83歲，美式橄欖球運動員和教練。
- 吉姆·瓦爾瓦諾，47歲，美國大學籃球運動員和教練[123]

### 29日
- 肯尼斯·卡斯基，89歲，美國運動員[124]
- 邁克爾·戈登，83歲，美國電影導演[125]
- 威廉·漢勒，92歲，德國實驗物理學家。[126]
- 賽·霍華德，77歲，美國編劇[127]
- 费尔南·普吕多姆，76歲，法國籃球運動員[128]
- 米克·朗森，46歲，英國吉他手[129]
- 羅伯特·伯特倫·瑟吉安特，78歲，英國學者、旅行家和阿拉伯主義者。[130]
- 莉奧娜·E·泰勒，86歲，美國心理學家。[131]

### 30日
- 湯米·卡頓，30歲，英格蘭足球運動員[132]
- 馬里奧·埃瓦裡斯托斯，84歲，阿根廷足球運動員。
- 瓦魯休·伊托特，71歲，Mau Mau叛亂期間的肯亞叛軍領導人，中風。
- 庫爾特·庫爾梅，79歲，二戰期間的德國將軍。
- 阿爾帕德·連耶爾，78歲，匈牙利游泳運動員和奧運獎牌得主。[133]
- 埃里克·羅文，83歲，南非板球運動員。
- 戴夫·韋默，34歲，美式橄欖球運動員[134]
- 達芙妮·楊，77歲，英國羽毛球運動員。
- 弗里亞佐雷茲，85歲，以色列政治家。